# Ipé
Els ipés (Tabebuia) són un gènere de plantes angiospermes de la família de les bignoniàcies (Bignoniaceae). Són plantes natives de l'Amèrica tropical, des de Mèxic i les Antilles fins al nord de l'Argentina.

## Descripció
Són arbres o arbusts, les seves fulles, peciolades, acostumen a ser compostes, amb un màxim de nou folíols d'el·líptics a arrodonits, amb peciòluls. Les flors tenen un el calze coriaci i la corol·la és d'un color que va del blanc al vermell, rarament groga, amb forma d'embut lobulat. S'agrupen en inflorescències cimoses o en panícula. L'androceu és format per quatre estams, de vegades també hi ha un estaminodi. Al gineceu l'ovari és linear i el fruit és una càpsula dehiscent.

## Taxonomia
Aquest gènere va ser publicat per primer cop l'any 1838 al volum 17 de la revista Bibliothèque Universelle de Genève pel botànic suís Augustin Pyramus de Candolle (1778-1841).

### Espècies
Dins del gènere .Tabebuia es reconeixen les 74 espècies següents:
- Tabebuia acrophylla (Urb.) Britton
- Tabebuia angustata Britton
- Tabebuia arimaoensis Britton
- Tabebuia aurea (Silva Manso) Benth. & Hook.f. ex S.Moore
- Tabebuia bahamensis (Northr.) Britton
- Tabebuia berteroi (DC.) Britton
- Tabebuia bibracteolata (Griseb.) Britton
- Tabebuia brooksiana Britton
- Tabebuia buchii (Urb.) Britton
- Tabebuia bullata A.H.Gentry
- Tabebuia calcicola Britton
- Tabebuia caleticana A.H.Gentry & D.Albert
- Tabebuia cassinoides (Lam.) DC.
- Tabebuia clementis Alain
- Tabebuia conferta Urb.
- Tabebuia crispiflora Alain
- Tabebuia densifolia Urb.
- Tabebuia domingensis (Urb.) Britton
- Tabebuia dubia (C.Wright) Britton ex Seibert
- Tabebuia elegans Urb.
- Tabebuia elliptica (DC.) Sandwith
- Tabebuia elongata Urb.
- Tabebuia fluviatilis (Aubl.) DC.
- Tabebuia gemmiflora Rizzini & A.Mattos
- Tabebuia glaucescens Urb.
- Tabebuia gracilipes Alain
- Tabebuia haemantha (Bertol. ex Spreng.) DC.
- Tabebuia heterophylla (DC.) Britton
- Tabebuia hypoleuca (C.Wright) Urb.
- Tabebuia inaequipes Urb.
- Tabebuia insignis (Miq.) Sandwith
- Tabebuia jackiana Ekman ex Urb.
- Tabebuia jaucoensis Bisse
- Tabebuia karsoana Trejo
- Tabebuia lepidophylla (A.Rich.) Greenm.
- Tabebuia lepidota (Kunth) Britton
- Tabebuia leptoneura Urb.
- Tabebuia linearis Alain
- Tabebuia maxonii Urb.
- Tabebuia microphylla (Lam.) Urb.
- Tabebuia moaensis Britton
- Tabebuia multinervis Urb. & Ekman
- Tabebuia myrtifolia (Griseb.) Britton
- Tabebuia nodosa (Griseb.) Griseb.
- Tabebuia obovata Urb.
- Tabebuia obtusifolia (Cham.) Bureau
- Tabebuia ophiolithica Alain
- Tabebuia orinocensis (Sandwith) A.H.Gentry
- Tabebuia ovatifolia Vattimo
- Tabebuia pallida (Lindl.) Miers
- Tabebuia palustris Hemsl.
- Tabebuia paniculata Leonard
- Tabebuia pilosa A.H.Gentry
- Tabebuia pinetorum Britton
- Tabebuia platyantha (Griseb.) Britton
- Tabebuia polyantha Urb. & Ekman
- Tabebuia polymorpha Urb.
- Tabebuia pulverulenta Urb.
- Tabebuia reticulata A.H.Gentry
- Tabebuia revoluta (Urb.) Britton
- Tabebuia ricardii M.Mejía
- Tabebuia rigida Urb.
- Tabebuia rosea (Bertol.) DC.
- Tabebuia roseoalba (Ridl.) Sandwith
- Tabebuia sagrae Urb.
- Tabebuia sauvallei Britton
- Tabebuia schumanniana Urb.
- Tabebuia shaferi Britton
- Tabebuia simplicifolia Carabia ex Alain
- Tabebuia stenocalyx Sprague & Stapf
- Tabebuia striata A.H.Gentry
- Tabebuia trachycarpa (Griseb.) K.Schum.
- Tabebuia vinosa A.H.Gentry
- Tabebuia zanonii A.H.Gentry